# تاريخ ضائع (كتاب)
تاريخ ضائع-التراث الخالد لعلماء الإسلام ومفكريه وفنانيه هو كتاب من تأليف الدبلوماسي الأمريكي السابق في الشرق الأوسط مايكل هاميلتون مورجان. ويُعد هذا الكتاب هو محاولة لإلقاء الضوء على الفترات الزاهرة في تاريخ المسلمين, وكيف قدم علماؤهم الكثير في مجال العلوم النظرية والتطبيقية, وفي الفنون والآداب والموسيقى, وذلك في مقابل اتهام المسلمين في وسائل الإعلام الغربية بالعنف والإرهاب وعدم قبول الآخر, خاصة بعد أحداث الحادي عشر من سبتمبر/ أيلول 2001.
فلقد منح المسلمون للعالم عبر التاريخ الإسلامي الذي تعدى 1400 عام, قمماً عظيمة في فروع الفنون والعمارة والشعر والفلسفة والعلوم, وكلها كانت تتغذى على تعاليم القرآن, مستمدة روحانيته, محاطة بمناخ من الورع والتقوى نابع من قلب هذا الدين.
ويتناول المؤلف في صفحات الكتاب, الذي يتكون من ثمانية فصول وخاتمة الوقائع التاريخية والعلمية والشخصيات التي ظهرت في بلاد المسلمين وأقامت حضارة خالدة, في إطار من السرد القصصي والروائي الخيالي, الذي يمهد للحقيقة العلمية والتاريخية بأسلوب مشوق, حتى يسهل على القارئ مهمة المتابعة والاستمرار ويبتعد به عن جفاف السرد التاريخي المجرد.

## وصلات خارجية
- وصلة للكتاب بموقع غود ريدز
- وصلة لتحميل الكتاب